# Călan
Pour les articles homonymes, voir Calan (homonymie).
Călan (en allemand : Klandorf et en hongrois : Pusztakalán) est une ville du județ de Hunedoara en Roumanie.

## Démographie
En 2011, la ville comptait 11 279 habitants dont 85,42 % de Roumains, 4,66 % de Hongrois, 1,41 % de Roms. Pour 7,6 % de la population, l'appartenance ethnique n'est pas connue.